# Oh My Girl
Oh My Girl hay còn được viết là OH MY GIRL (tiếng Hàn Quốc: 오마이걸, tiếng Nhật: オーマイガール) là một nhóm nhạc nữ Hàn Quốc được thành lập và quản lý bởi công ty WM Entertainment. Nhóm gồm 6 thành viên: Hyojung, Mimi, YooA, Seunghee, Yubin và Arin. Ban đầu nhóm ra mắt với đội hình 8 thành viên nhưng vào tháng 10 năm 2017, WM Entertainment thông báo vì lí do sức khoẻ nên thành viên JinE đã dừng hợp đồng với công ty và rời nhóm. Tên fandom của nhóm là "Miracle" (tiếng Hàn Quốc: 미라클).
Oh My Girl chính thức ra mắt vào ngày 20 tháng 4 năm 2015 với mini album OH MY GIRL.
Ngày 9 tháng 5 năm 2022, WM entertainment thông báo Jiho không gia hạn hợp đồng với công ty và rời nhóm sau 7 năm đồng hành cùng nhóm, 6 thành viên còn lại tái ký.

## Lịch sử

### Trước khi ra mắt
Tháng 1 năm 2015, WM Entertainment thông báo rằng họ sẽ cho ra mắt nhóm nhạc nữ đầu tiên của công ty vào mùa xuân năm 2015, nhóm sẽ gồm có 8 thành viên từng trải qua thời gian đào tạo khoảng từ 3 đến 4 năm và sẽ được quảng bá như là một nhóm nhạc em gái của B1A4. Đầu tháng 3, công ty WM Entertainment đăng tải một số đoạn video cho thấy ảnh chụp các thành viên thực hiện các tư thế khác nhau và câu kết thúc của video là "Oh My Girl".

### 2015:Oh My GirlvàCloser

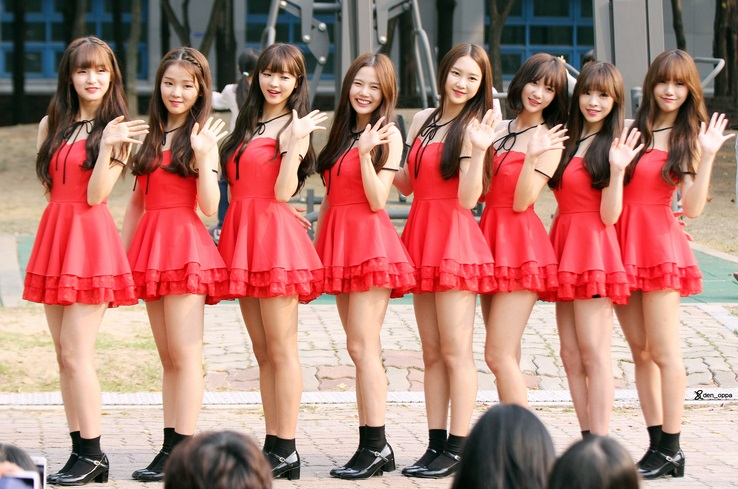
Oh My Girl vào tháng 10 năm 2015.

Ngày 29 tháng 3 năm 2015, ảnh teaser của 8 thành viên được tung ra và concept ra mắt cũng được tiết lộ. Đầu tháng 4, công ty WM Entertainment mở một số tài khoản chính thức của nhóm, xác nhận tên của nhóm là Oh My Girl. Thông qua các video khác nhau, tên các thành viên của Oh My Girl được tiết lộ. Ngày 14 tháng 4, bìa album OH MY GIRL và tracklist gồm 4 bài hát được công bố. Ngày 20 tháng 4 năm 2015, Oh My Girl phát hành mini album đầu tay của họ, OH MY GIRL, cùng với MV của bài hát chủ đề "CUPID". Cùng ngày, nhóm tổ chức showcase ra mắt và bắt đầu quảng bá album trên chương trình âm nhạc The Show của kênh truyền hình SBS.
Ngày 30 tháng 6 năm 2015, 2 thành viên YooA và Binnie đăng ảnh tiết lộ sự trở lại của nhóm vào ngày 7 tháng 10. Trong những ngày sau đó, ảnh teaser của các thành viên và ảnh chụp các cảnh khác nhau của MV cũng được tiết lộ. Ngày 7 tháng 10 năm 2015, Oh My Girl phát hành mini album thứ hai, CLOSER, cùng với MV của bài hát chủ đề cùng tên. Album gồm có 5 bài hát; bài hát chủ đề "CLOSER" theo concept huyền diệu và bí ẩn. Vũ đạo của "CLOSER" giành được nhiều sự chú ý bởi cách di chuyển đội hình lần lượt thành 12 cung hoàng đạo. Nhóm bắt đầu quảng bá album từ ngày 8 tháng 10 trên chương trình âm nhạc M Countdown của kênh truyền hình Mnet.

### 2016:Pink Ocean,Windy Day,Listen to My Word (A-ing), concert Summer Fairytale và JinE tạm dừng hoạt động
Ngày 18 tháng 3 năm 2016, Oh My Girl xác nhận trở lại vào ngày 28 tháng 3 với mini album thứ ba, PINK OCEAN, với bài hát chủ đề "LIAR LIAR". Ngày 21 tháng 3, bài hát thứ 5 trong PINK OCEAN là "One Step, Two Steps" (Hangul: 한 발짝 두 발짝) được phát hành, đây là bài hát do trưởng nhóm B1A4 Jinyoung sáng tác. Ngày 28 tháng 3, 4 bài hát còn lại trong album và M/V của "LIAR LIAR" được phát hành. Nhóm bắt đầu quảng bá album từ ngày 31 tháng 3 trên chương trình âm nhạc M Countdown của kênh truyền hình Mnet. Tại fan-meeting ngày 28 tháng 3 năm 2016 sau comeback showcase, Oh My Girl công bố tên fandom của nhóm là "Miracle" (Hangul: 미라글). Từ ngày 5 tháng 5 năm 2016, Oh My Girl ngừng quảng bá bài hát chủ đề "LIAR LIAR" và bắt đầu quảng bá bài hát "한 발짝 두 발짝" (One Step, Two Steps) trên chương trình âm nhạc M Countdown của kênh truyền hình Mnet.

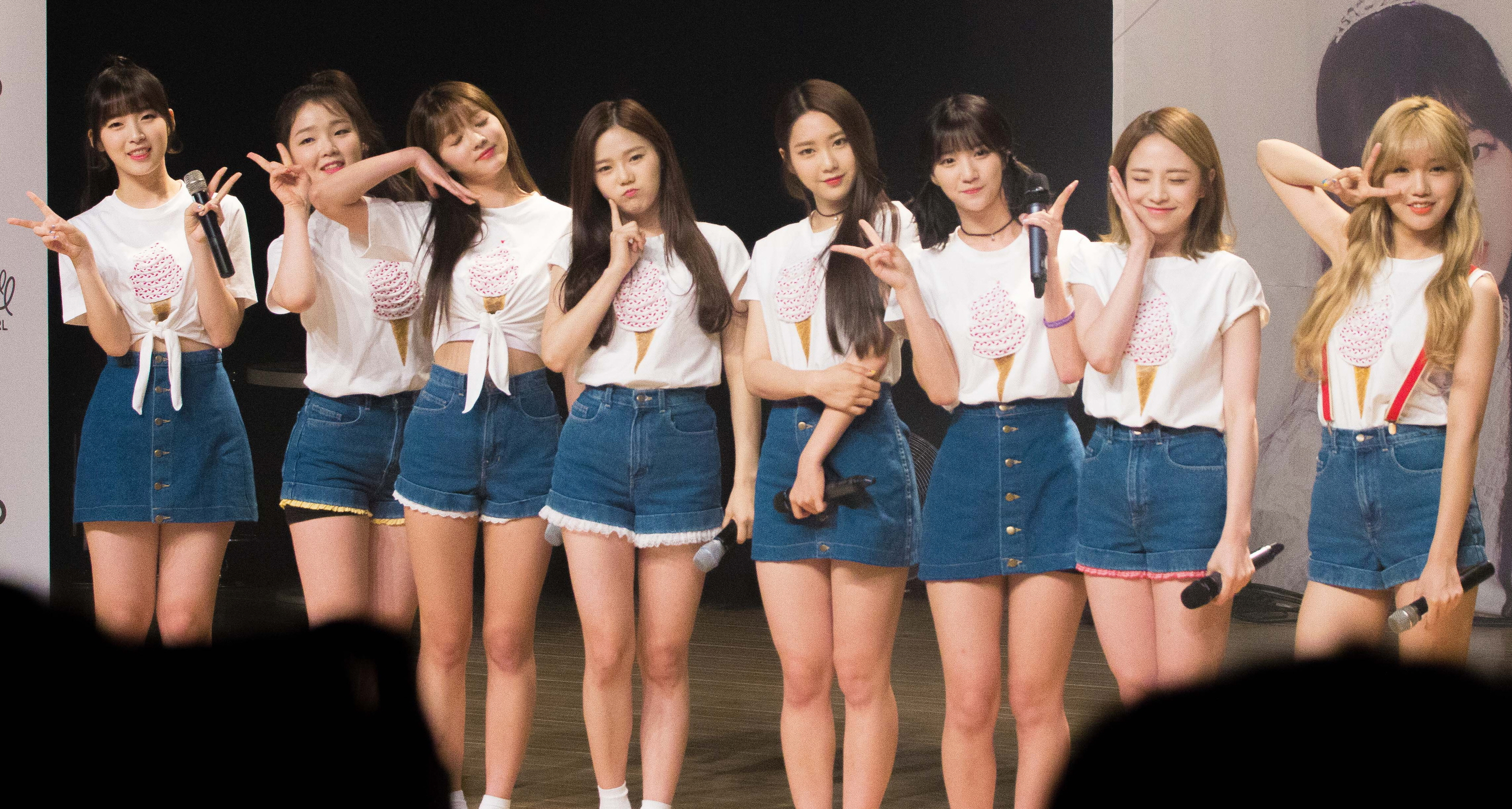
Oh My Girl vào tháng 7 năm 2016

Ngày 26 tháng 5 năm 2016, Oh My Girl phát hành repackaged album, WINDY DAY, cùng với M/V của bài hát chủ đề cùng tên. Album gồm có 8 bài hát, 5 bài hát trong mini album thứ ba PINK OCEAN và 3 bài hát mới là "WINDY DAY", "STUPID IN LOVE" (Seunghee và Binnie song ca), và phiên bản tiếng Trung của "LIAR LIAR". Cùng ngày 26 tháng 5, nhóm bắt đầu quảng bá "WINDY DAY" trên chương trình âm nhạc M Countdown của kênh truyền hình Mnet.
Ngày 1 tháng 8 năm 2016, nhóm phát hành album mùa hè đặc biệt mang tên "Listen to My Word (A-ing)" bao gồm 4 bài hát được phối lại của những nhóm nhạc tiền bối, trong đó có bài hát chủ đề "Listen to My Story" của Papaya, với sự góp giọng của Haha và Skull. Solo Concert đầu tiên của Oh My Girl mang tên 'Summer Fairytale' được tổ chức tại Blue Square Samsung Card Hall vào ngày 20-21 tháng 8.
Ngày 25 tháng 8, WM Entertainment thông báo trên fancafe của nhóm rằng thành viên JinE sẽ tạm thời ngưng hoạt động do cô bị mắc chứng chán ăn tâm thần gây ảnh hưởng xấu tới cả tâm lý lẫn tinh thần của JinE.

### 2017:Coloring Bookvà JinE rời nhóm
Ngày 13 tháng 3, WM Entertainment thông báo nhóm sẽ phát hành album mới vào tháng 4. Nhưng JinE sẽ không tham gia quảng bá album để tiếp tục điều trị và hồi phục. Công ty cũng nói rằng sức khỏe của JinE đã tốt hơn so với năm trước và họ sẽ tập trung vào điều trị lâu dài cho JinE. Mini album thứ tư của Oh My Girl, Coloring Book được phát hành vào ngày 3 tháng 4, cùng với bài hát chủ đề cùng tên. Trong showcase comeback của Oh My Girl, nhóm tiết lộ hình ảnh chú cá heo hồng trong M/V Coloring Book ám chỉ JinE.
Ngày 30 tháng 10, WM Entertainment xác nhận rằng do vấn đề sức khỏe, hợp đồng của JinE với công ty đã kết thúc và cô chính thức rời khỏi nhóm.

### 2018:Secret Garden, Banana Allergy Monkey, Remember Me,nhóm nhỏOh My Girl Banhanavà concertAutumn Fairy Tales
Ngày 23 tháng 12 năm 2017, WM Entertainment thông báo Oh My Girl sẽ trở lại vào ngày 9 tháng 1 năm 2018, với mini album thứ năm của nhóm Secret Garden. Đây là sản phẩm âm nhạc đầu tiên của Oh My Girl kể từ khi JinE chính thức rời nhóm. Oh My Girl đã có chiến thắng đầu tiên trên The Show (23/1/2018), chiến thắng thứ hai trên Show Champion (24/1/2018).
Ngày 2 tháng 4, nhóm nhỏ Oh My Girl Banhana ra mắt với 3 thành viên Binnie, Arin và Hyojung. Vào tháng 6, nhóm đã ký hợp đồng thu âm với Ariola Japan, một nhãn hiệu thuộc Sony Music Japan. Nhóm nhỏ Oh My Girl Banhana đã ra mắt vào tháng 8 năm 2018 với phiên bản tiếng Nhật của album Banana Allergy Monkey.
Ngày 10 tháng 9 năm 2018, Oh My Girl trở lại với mini album thứ 6 mang tên Remember Me. Ca khúc chủ đề Remember Me dành chiến thắng trên The Show (28/9/2018).
Trong quý 4 của năm 2018, Oh My Girl phát hành phiên bản tiếng Nhật cho các ca khúc chủ đề tiếng Hàn trước đây, đồng thời tổ chức Oh My Girl Concert Live Tour In Japan. Buổi concert thứ hai của nhóm mang tên Autumn Fairy Tales được tổ chức vào ngày 20 và 21 tháng 10.

### 2019: Ra mắt tại Nhật Bản,The Fifth Season- album phòng thu đầu tiên, album tiếng Nhật thứ haiFall in LovevàQueendom
Vào ngày 9 tháng 1, nhóm đã phát hành album tiếng Nhật đầu tay của họ để ra mắt tại Nhật Bản với tư cách là cả nhóm. Đến ngày 20 tháng 4, công ty WM Entertainment đã xác nhận sự trở lại của Oh My Girl thông qua cuộc họp fan hâm mộ của nhóm.
Ngày 8 tháng 5 năm 2019, Oh My Girl trở lại với full album đầu tay trong sự nghiệp mang tên The Fifth Season và ca khúc chủ đề cùng tên. Ca khúc đạt được những thành tích khả quan như nằm trong top 10 ichart (xếp hạng realtime No.1 ở một số trang như Bug, Naver...). Album tiêu thụ trong 1 tuần hơn 10.000 bản, số lượng view Youtube sau 1 tuần trên 16 triệu. Oh My Girl dành được chuỗi chiến thắng liên hoàn trên các show âm nhạc hàng tuần như The Show (14/5/2019), Show Champion (15/5/2019), M Countdown (16/5/2019).
Vào ngày 9 tháng 7, Oh My Girl đã phát hành album tiếng Nhật thứ hai của họ có tựa đề là Oh My Girl Japan 2nd Album. Ngày 30 tháng 7, WM Entertainment đã xác nhận rằng nhóm sẽ trở lại vào ngày 5 tháng 8 với một album mùa hè đặc biệt. Album Fall In Love được phát hành vào ngày 5 tháng 8 cùng với MV cho đĩa đơn chính "Bungee (Fall In Love)".
Vào tháng 8 năm 2019, Oh My Girl đã xác nhận rằng họ sẽ tham gia chương trình Queendom của Mnet. Trong vòng đầu tiên, họ biểu diễn Secret Garden và kết thúc ở vị trí thứ ba. Sau đó trong vòng thứ hai, họ đã trình diễn tiết mục cover ca khúc Destiny của Lovelyz, kết thúc ở vị trí đầu tiên. Bản cover này sau đó đã được phát hành dưới dạng đĩa đơn vào ngày 20 tháng 9 năm 2019. Sáng ngày 28 tháng 9, Viện Nghiên cứu Kinh doanh Hàn Quốc đã công bố kết quả bảng xếp hạng giá trị thương hiệu dành cho các nhóm nhạc thần tượng Kpop trong tháng này. Bằng những màn trình diễn đỉnh cao tại chương trình Queendom, Oh My Girl đã thẳng tiến vào top 3 đồng thời ghi nhận mức tăng 8,04% trong tổng điểm thương hiệu so với tháng trước.

### 2020:Eternallyvà bước ngoặt thị trường vớiNonstop, YooA debut solo
Vào ngày 1 tháng 10 năm 2019, nhóm thông báo trên trang web tiếng Nhật của mình rằng họ sẽ phát hành album tiếng Nhật thứ ba Eternally vào ngày 8 tháng 1 năm 2020. Sau đó, vào ngày 30 tháng 10 năm 2019, phiên bản tiếng Nhật của Bungee được phát hành để đánh dấu đĩa đơn đầu tiên của Eternally. Vào tháng 11, nhóm đã tiết lộ tracklist cho Eternally, nói rằng album sẽ có tổng cộng bốn bài hát tiếng Nhật mới: "Eternally", "Precious Moment", "Fly to the Sky" và "Polaris". Đồng thời, album sẽ có đĩa đơn cuối cùng được phát hành từ Queendom, Guerilla. Giống như hai album tiếng Nhật trước đó, nhóm cho phép cộng đồng người hâm mộ Nhật Bản quyết định các bài hát còn lại trong album dựa trên mức độ nổi tiếng. Vào ngày 25 tháng 12 năm 2019, nhóm chính thức phát hành album tiếng Nhật thứ ba Eternally ở phiên bản kỹ thuật số trên các nền tảng âm nhạc trực tuyến toàn cầu, hai tuần trước khi phát hành phiên bản vật lý vào ngày 8 tháng 1 năm 2020. Bên ngoài Nhật Bản, bản phát hành kỹ thuật số này bao gồm năm bài hát đầu tiên của album. Tại trong nước, bản phát hành kỹ thuật số bao gồm tám bài hát đầu tiên, bao gồm các phiên bản tiếng Hàn gốc cho "Bungee (Fall in Love)", "Guerilla" và "Love O'Clock".
Vào ngày 13 tháng 4, WM Entertainment xác nhận rằng nhóm sẽ trở lại vào ngày 27 tháng 4. Sau đó, nhóm đã phát hành một đoạn teaser thông báo rằng sự trở lại với EP thứ bảy Nonstop với nội dung nói về chủ đề trò chơi. EP và video âm nhạc cho đĩa đơn chính "Nonstop" được phát hành vào ngày 27 tháng 4. Cả ca khúc đơn và ca khúc B-side "Dolphin" đều trở thành bản phát hành có thứ hạng cao nhất của nhóm cho đến nay, lần lượt đạt vị trí thứ hai và thứ chín trên Gaon Digital Chart hàng tuần.
Theo trang web tiếng Nhật của Oh My Girl, sau một số thành công nhất định đã đạt được trên ứng dụng Line Music, Oh My Girl sẽ phát hành một số sản phẩm trong ba tháng liên tiếp. Bản phát hành đầu tiên là phiên bản tiếng Nhật của Nonstop và được phát hành kỹ thuật số trên nhiều nền tảng vào ngày 29 tháng 6 năm 2020. Khoảng một tháng sau, bản phát hành thứ hai, đĩa đơn tiếng Nhật Lemonade, được phát hành kỹ thuật số vào ngày 27 tháng 7 năm 2020. Bản phát hành thứ ba, đĩa đơn tiếng Nhật Tear Rain, được phát hành kỹ thuật số trên tất cả các nền tảng âm nhạc vào ngày 24 tháng 8 năm 2020.
Vào ngày 16 tháng 8 năm 2020, Oh My Girl phát hành đĩa đơn hợp tác với Pororo the Little Penguin có tựa đề "Supadupa".
Oh My Girl cũng hé lộ sự kết hợp với Keanu Silva và Mougleta vào ngày 21 tháng 8 năm 2020. Đĩa đơn hợp tác "Rocket Ride" dự kiến sẽ được phát hành vào ngày 28 tháng 8 năm 2020.
Một thông báo đặc biệt vào ngày 25 tháng 8 năm 2020 xác nhận màn ra mắt solo của YooA sẽ diễn ra vào ngày 7 tháng 9 năm 2020 với việc phát hành một album solo.
Ngày 7/9//2020, YooA chính thức debut với EP " Bon Voyage " với ca khúc chủ đề cùng tên.

### 2021: Trở lại với mini album thứ 8DEAR OHMYGIRL
Ngày 9/5 WM Entertainment chính thức thông báo thành viên Jiho rời nhóm sau 7 năm đồng hành cùng với nhóm.

## Lời chào
"찾았다~ 오마이걸! 안녕하세요. 오마이걸입니다."
(Chajatda~ Omaigeol! Annyeonghaseyo. Omaigeol imnida.)

(Tìm thấy rồi~ Oh My Girl! Xin chào. Chúng tôi là Oh My Girl.)

## Thành viên
- Chú thích: In đậm là nhóm trưởng

| Nghệ danh           | Nghệ danh | Nghệ danh  | Tên khai sinh   | Tên khai sinh | Tên khai sinh    | Tên khai sinh | Tên khai sinh  | Ngày sinh        | Nơi sinh                             | Nhóm nhỏ           |
| Latinh              | Hangul    | Kana       | Latinh          | Hangul        | Kana             | Hanja         | Hán-Việt       | Ngày sinh        | Nơi sinh                             | Nhóm nhỏ           |
| Thành viên hiện tại |           |            |                 |               |                  |               |                |                  |                                      |                    |
| Hyojung             | 효정      | ヒョジョン | Choi Hyo-jung   | 최효정        | チェ・ヒョジョン | 崔效定        | Thôi Hiệu Định | 28 tháng 7, 1994 | Anyang, Gyeonggi, Hàn Quốc           | OH MY GIRL BANHANA |
| Mimi                | 미미      | ミミ       | Kim Mi-hyun     | 김미현        | キム・ミヒョン   | 金美賢        | Kim Mỹ Hiền    | 1 tháng 5, 1995  | Jeju, Hàn Quốc                       |                    |
| YooA                | 유아      | ユア       | Yoo Shi-ah      | 유시아        | ユ・シア         | 柳諟我        | Liễu Thi Ngã   | 17 tháng 9, 1995 | Yaksu-dong, Jung-gu, Seoul, Hàn Quốc |                    |
| Seunghee            | 승희      | スンヒ     | Hyeon Seung-hee | 현승희        | ヒョン・スンヒ   | 玄勝熙        | Huyền Thắng Hy | 25 tháng 1, 1996 | Chuncheon, Gangwon, Hàn Quốc         |                    |
| Yubin               | 유빈      | ユビン     | Bae Yu-bin      | 배유빈        | ぺ・ユビン       | 裵洧彬        | Bùi Vị Bân     | 9 tháng 9, 1997  | Chuncheon, Gangwon, Hàn Quốc         | OH MY GIRL BANHANA |
| Arin                | 아린      | アリン     | Choi Ye-won     | 최예원        | ぺ・ユビン       | 崔乂園        | Thôi Nghệ Viên | 18 tháng 6, 1999 | Busan, Hàn Quốc                      | OH MY GIRL BANHANA |
| Cựu thành viên      |           |            |                 |               |                  |               |                |                  |                                      |                    |
| JinE                | 진이      | ジニ       | Shin Hye-jin    | 신혜진        | シン・ヘジン     | 申惠眞        | Thân Huệ Trân  | 22 tháng 1, 1995 | Pohang, Gyeongsang Bắc, Hàn Quốc     |                    |
| Jiho                | 지호      | ジホ       | Kim Ji-ho       | 김지호        | キム・ジホ       | 金祉呼        | Kim Chỉ Hô     | 4 tháng 4, 1997  | Okcheon, Chungcheong Bắc, Hàn Quốc   |                    |

## Danh sách đĩa nhạc

### Album phòng thu
- Oh My Girl Japan Debut Album (2019)
- The Fifth Season (2019)
- Oh My Girl Japan 2nd Album (2019)
- Eternally (2020)

### EP
- Oh My Girl (2015)
- Closer (2015)
- Pink Ocean (2016)
- Coloring Book (2017)
- Secret Garden (2018)
- Banana Allergy Monkey (As Oh My Girl Banhana) (2018)
- Remember Me (2018)
- Nonstop (2020)

## Danh sách video
| Năm  | Ngày phát hành | Mini album / Album                                       | Video                                  | Đạo diễn                      |
| 2015 | 20/04/2015     | OH MY GIRL                                               | "CUPID"                                | Hong Won-ki (ZANYBROS)        |
| 2015 | 07/10/2015     | CLOSER                                                   | "CLOSER"                               | Yoo Seung-gyun (Sunny Visual) |
| 2016 | 27/03/2016     | PINK OCEAN                                               | "LIAR LIAR"                            | Digipedi                      |
| 2016 | 25/05/2016     | WINDY DAY                                                | "WINDY DAY"                            | Digipedi                      |
| 2016 | 31/07/2016     | Listen to My Word (A-ing)                                | "LISTEN TO MY WORLD (A-ING)"           | Lee Inhoon (Segaji Video)     |
| 2017 | 03/04/2017     | Coloring Book                                            | "COLORING BOOK"                        | Shin Hui-won                  |
| 2018 | 09/01/2018     | Secret Garden                                            | "Secret Garden"                        |                               |
| 2018 | 02/04/2018     | Banana allergy monkey (Oh My Girl Bahana)                | "Banana allergy monkey"                |                               |
| 2018 | 18/07/2018     | Banana allergy monkey (Japanses Ver) (Oh My Girl Bahana) | "Banana allergy monkey (Japanese Ver)" |                               |
| 2018 | 10/09/2018     | Remember Me                                              | "Remember Me"                          |                               |
| 2018 | 11/12/2018     | OH MY GIRL JAPAN DEBUT ALBUM                             | "Remember Me (Japanese Ver)"           |                               |
| 2019 | 08/03/2019     | 1st Album The Fifth Season                               | "The fifth season (SSFWL)"             |                               |
| 2019 | 12/06/2019     | OH MY GIRL Japan 2nd Album                               | "The fifth season (Japanese Ver)"      |                               |
| 2019 | 05/08/2019     | Fall in Love                                             | "BUNGEE (Fall in Love)"                |                               |
| 2020 | 27/04/2020     | NONSTOP                                                  | "Nonstop"                              |                               |
| 2021 | 10/05/2021     | Dear OH MY GIRL                                          | "Dun Dun Dance"                        |                               |
| 2022 | 28/03/2022     | 2nd Album Real Love                                      | "Real Love"                            |                               |

## Concert
- OH MY GIRL 1st Concert "Summer Fairytale" (2016)
- OH MY GIRL Concert Live Tour In Japan (2018)
- First US Tour (2019)

## Giải thưởng và đề cử

### Asia Artist Awards
| Năm  | Đề cử / Tác phẩm | Giải thưởng                            | Kết quả |
| ---- | ---------------- | -------------------------------------- | ------- |
| 2016 | Oh My Girl       | Most Popular Artists (Singer) - Top 50 | 44th    |

### Gaon Chart K-Pop Awards
| Năm  | Đề cử / Tác phẩm | Giải thưởng            | Kết quả |
| ---- | ---------------- | ---------------------- | ------- |
| 2015 | Oh My Girl       | New Artist of the Year | Đề cử   |

### Golden Disc Awards
| Năm  | Đề cử / Tác phẩm | Giải thưởng             | Kết quả |
| ---- | ---------------- | ----------------------- | ------- |
| 2016 | Oh My Girl       | Best New Artist         | Đề cử   |
| 2016 | Oh My Girl       | Popularity Award        | Đề cử   |
| 2016 | Oh My Girl       | Global Popularity Award | Đề cử   |

### Melon Music Awards
| Năm  | Đề cử / Tác phẩm | Giải thưởng     | Kết quả |
| ---- | ---------------- | --------------- | ------- |
| 2015 | Oh My Girl       | Best New Artist | Đề cử   |

### Mnet Asian Music Awards
| Năm  | Đề cử / Tác phẩm | Giải thưởng            | Kết quả |
| ---- | ---------------- | ---------------------- | ------- |
| 2015 | Oh My Girl       | Best New Female Artist | Đề cử   |
| 2015 | Oh My Girl       | Artist of the Year     | Đề cử   |

### Seoul Music Awards
| Năm  | Đề cử / Tác phẩm | Giải thưởng          | Kết quả |
| ---- | ---------------- | -------------------- | ------- |
| 2016 | Oh My Girl       | Bonsang Award        | Đề cử   |
| 2016 | Oh My Girl       | New Artist Award     | Đề cử   |
| 2016 | Oh My Girl       | Popularity Award     | Đề cử   |
| 2016 | Oh My Girl       | Hallyu Special Award | Đề cử   |

### SBS Power FM Cultwo Show Awards
| Năm  |            |                          | Kết quả   |
| ---- | ---------- | ------------------------ | --------- |
| 2015 | Oh My Girl | Best New Artist (Female) | Đoạt giải |

## Chương trình âm nhạc

### The Show
| Năm  | Ngày       | Bài hát                    | Điểm |
| ---- | ---------- | -------------------------- | ---- |
| 2018 | 23 tháng 1 | "Secret Garden"            | 6698 |
| 2018 | 18 tháng 9 | "Remember Me"              | 7479 |
| 2019 | 14 tháng 5 | "The Fifth Season (SSFWL)" | 8209 |
| 2019 | 13 tháng 8 | "BUNGEE (Fall in Love)"    | 8421 |
| 2020 | 5 tháng 5  | "Nonstop"                  | 8631 |
| 2020 | 12 tháng 5 | "Nonstop"                  | 6806 |
| 2021 | 18 tháng 5 | "Dun Dun Dance"            | 7851 |
| 2021 | 25 tháng 5 | "Dun Dun Dance"            | 6785 |
| 2022 | 5 tháng 4  | "Real Love"                | 8881 |
| 2023 | 1 tháng 8  | "Summer Comes"             | 9260 |

### Show Champion
| Năm  | Ngày       | Bài hát                    |
| ---- | ---------- | -------------------------- |
| 2018 | 24 tháng 1 | "Secret Garden"            |
| 2019 | 15 tháng 5 | "The Fifth Season (SSFWL)" |
| 2020 | 6 tháng 5  | "Nonstop"                  |
| 2021 | 26 tháng 5 | "Dun Dun Dance"            |

### M Countdown
| Năm  | Ngày       | Bài hát                    | Điểm |
| ---- | ---------- | -------------------------- | ---- |
| 2019 | 16 tháng 5 | "The Fifth Season (SSFWL)" | 8117 |
| 2020 | 7 tháng 5  | "Nonstop"                  | —    |
| 2020 | 14 tháng 5 | "Nonstop"                  | 6580 |

### Music Bank
| Năm  | Ngày       | Bài hát   | Điểm |
| ---- | ---------- | --------- | ---- |
| 2020 | 15 tháng 5 | "Nonstop" | 5922 |

### Show! Music Core
| Năm  | Ngày      | Bài hát   | Điểm |
| ---- | --------- | --------- | ---- |
| 2020 | 9 tháng 5 | "Nonstop" | 9433 |

### Inkigayo
| Năm  | Ngày       | Bài hát                 | Điểm |
| ---- | ---------- | ----------------------- | ---- |
| 2019 | 18 tháng 8 | "BUNGEE (Fall in Love)" | 6099 |
| 2020 | 10 tháng 5 | "Nonstop"               | 9737 |